# Indochinamon boshanense
Indochinamon boshanense is een krabbensoort uit de familie van de Potamidae. De wetenschappelijke naam van de soort is voor het eerst geldig gepubliceerd in 1985 door Dai & Chen.